# Antiochia ad Cragum

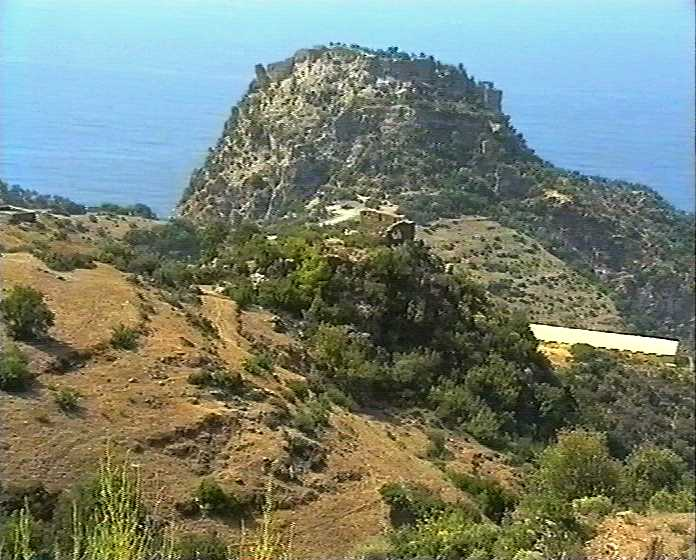
Berg Cragus tussen de Middellandse Zee en Klein-Antiochië

Antiochia ad Cragum (170 v.Chr. – 15e eeuw) of Antiochië bij de berg Cragus/Cragos was een kleine havenstad aan de Middellandse Zee. Het lag in Cilicië in de klassieke oudheid en, tijdens de middeleeuwen, was de stad Byzantijns, Armeens en Maltees. Thans bevindt de archeologische site zich in Turkije, in het dorp Güneyköy in de buurt van de stad Gazipasa (provincie Antalya).
De ridders van Malta noemden de stad ook Antiochetta of Antiochia Parva, Klein-Antiochië.

## Historiek
In het jaar 170 v.Chr. stichtte koning Antiochus IV de stad, naar hem genoemd in Cilicië. Tussen deze Helleense stad en de zee lag de berg Cragus. Cragus steekt met zijn rotsen 300 meter boven de zeespiegel uit. De Cragus vormt eigenlijk een schiereiland. Tussen de Cragus en de volgende rots maakt de Middellandse Zee een inham. Dit werd in de 1e eeuw v.Chr. de uitvalbasis voor piraten, tot afgrijzen van de Romeinen. Pas toen veldheer Pompeius de Grote de Cilicische piraten versloeg (67 v.Chr. zeeslag van Korakesion), werd hun macht gebroken. De Romeinen bouwden de haven uit, die goed gelegen was om hun schepen te beschermen bij storm. Op de rotsen bouwden zij een stad met een badhuis, forum, winkelstraat en tempel. De acropolis (of bovenstad) had militaire bescherming dankzij de steile flanken van de Cragus. Op het schiereiland zelf bouwden de Romeinen een necropolis. Deze necropolis is ook vandaag moeilijk toegankelijk gebied.
In de 4e eeuw ging de stad over tot het christendom, na het Edict van Milaan (313). Antiochië werd een bisschopsstad. De eerste bisschop was Antonius van Antiochië (325). Onder Byzantijns bestuur bouwden de inwoners een basiliek op het einde van de zuilengalerij in het centrum van de stad. De tempel was toen al verdwenen. Antiochië was een suffragaanbisdom van het aartsbisdom Seleucia Tracheotis, het huidige Silifke. Antiochië bleef een bisschopsstad onder Byzantijns bestuur.
In de 12e eeuw werden grote delen van Cilicië bestuurd door Armeniërs. Dit was ook het geval met Antiochia ad Cragum. Het behoorde tot Cilicisch-Armenië. De Armeniërs bouwden een fort op de hoogst toegankelijke plek van de Cragus. De bisschop van Antiochia ad Cragum behoorde tot de Armeens-Apostolische Kerk.
In de 13e eeuw bestuurde de Orde van Malta de stad. De ridders gaven de naam Klein-Antiochië omdat de stad helemaal niet de omvang had van de metropool Antiochië aan de Orontes in Syrië. In de 15e eeuw kwam Cilicië in handen van het Ottomaanse Rijk; de stad met haar haven(tje) liep nadien leeg en het bisdom werd opgeheven.
In de 20e eeuw was het bisdom Antiochia Parva enige tijd een titulair bisdom binnen de Rooms-Katholieke Kerk.
Sinds 2005 voeren onderzoekers van de Universiteit van Nebraska opgravingen uit op de rotsen. Ze haalden het wereldnieuws door de vondst van een mozaïek uit een zwembadencomplex.